# Синајско полуострво
Синајско полуострво, или једноставније Синај, је полуострво троугластог облика у северном делу Црвеног мора и повезује Африку и Азију. Заузима део Азијског континента површине око 60.000 km², са око 600.000 становника (углавном Бедуини) који су сконцентрисани углавном на северном ободу где постоје залихе воде, као и назадном ободу где су развијене нафтна и манганска индустрија.
Синај лежи између Суецког канала и Суецког залива на западу и залива Акабе и Негева на истоку, а на северу га ограничава Средоземно море, а Црвено море на југу.  Синајско полуострво има две главне регије, јужни комплекс високих планина од магматских стена и друга регија која окружује прву на северу, велика висораван која се спушта ка Медитерану и заузима две трећине полуострва. Главна места су Ел Ариш на Средоземном и Ел Тор на Црвеном мору. На полуострву се налази пустињска висораван, највиши део је Синајска гора (Џебел Катерина на 2.641 m), а у северном делу се налази Синајска пустиња, која се на североистоку наставља у пустињу Негев у Израелу. Становништво се углавном бави номадским сточарством
У класично доба овај регион је био познат као Арабија Петраеа. Полуострво је у савремено доба добило назив Синај због претпоставке да је планина у близини манастира Свете Катарине библијска гора Синај. Планина Синај је једно од верски најзначајнијих места у Аврамским верама.

## Име

### Стари Египат
| b | i | N41 · bH | xAst |

| b | i | N41 · bH | xAst |

| xt · x · t | tyw | D12 | m | f · kA | D12 · niwt |

| xt · x · t | tyw | D12 | m | f · kA | D12 · niwt |

Пошто је Синајско полуострво било главно подручје у коме се ископавао тиркиз у старом Египту, древни Египћани су га звали Биау („Рударска земља“) и Кетиу Мафкат („Мердевине од тиркиза“).

### Древни верски корени речи „Синај”
Ова претпоставка је спорна (погледајте библијску гору Синај за потпунију расправу). Име Синај (хебр. סִינַי) можда је изведено од древног месопотамског бога месеца Сина.
Јеврејска енциклопедија (1901-0906) цитира рабински извор, Пирке Де-Раби Елизера из 8. или 9. века, који име изводи од библијске хебрејске речи seneh (хебр. סֶ֫נֶּה), речи познате само од две појаве у хебрејској Библији, у оба случаја се односе на запаљени грм. Рабин Елизер сматра да је гора Хорив добила име Синај тек након што се Бог указао Мојсију у облику запаљеног грма.

### Енглески изговор
Енглеско име је дошло из латинског, и ултиматно од хебрејског סִינַי, које се изговара /siˈnái/ (у енглеском фонетском правопису). На енглеском се име сада обично изговара /ˈsaɪnaɪ/. Алтернативни, сада застарели изговор на енглеском био је /ˈsaɪnɪaɪ/ .

## Географија
Синај је троугластог облика, са северном обалом која лежи на јужном Средоземном мору, а југозападном и југоисточном обалом на Суецком заливу и заливу Акаба у Црвеном мору. Он је повезан је са афричким континентом Суецким превлаком, 125 km (78 mi) широким појасом земље, који садржи Суецки канал. Источна превлака, која га повезује са азијским копном, широка је око 200 km (120 mi). Источна обала полуострва одваја Арабијску плочу од Афричке.
Најјужнији врх је Национални парк Рас Мухамед.
Већи део Синајског полуострва подељен је између две египатске губерније: Јужни Синај (Гануб Сина) и Северни Синај (Шамал Сина). Заједно, они обухватају око 60.000 km2 (23.000 sq mi) и имају популацију (јануар 2013) од 597.000. Још три губерније обухватају Суецки канал, прелазећи у афрички Египат: Суец (ел-Севајс) је на јужном крају Суецког канала, Исмајлија (ел-Исмајлејах) у центру и Порт Саид на северу.
Највећи град на Синају је Ариш, главни град Северног Синаја, са око 160.000 становника. Остала већа насеља укључују Шарм ел Шеик и Ел-Тор, на јужној обали. Унутрашњи Синај је безводан (ефективно пустиња), планински и ретко насељен, а највећа насеља су Света Катарина и Некел.

### Клима
Синајско полуострво има углавном врелу и суву климу са мање од 100 милиметара падавина годишње.

## Рудно богатство
Рудна богатства на овом полуострву укључују нафту, гвоздену и манганову руду.

## Историја
У Првом светском рату на полуострву су вођене велике борбе између Савезника и Турака, који су област евакуисали почетком 1917. године.
У Другом светском рату у врху Суецког залива било је организовано (1944) прихватилиште и логор за рањенике НОВ и избеглице у Ел-Шату.
У току напада Израела, Уједињеног Краљевства и Француске на Египат од 29. октобра до 5. новембра 1956. године на полуострву су вођене велике борбе. У Шестодневном рату који је Израел водио против УАР, Јордана и Сирије у јуну 1967. израелске трупе су освојиле цело Синајско полуострво до источне обале Суецког канала. Данас Синајско полуострво припада Египту.
На југу Синаја се налази и православни манастир, Манастир Свете Катарине.

## Економија
Од израелско-египатског мировног споразума, сликовита места на Синају (укључујући коралне гребене на мору) и верске структуре постале су важне за туристичку индустрију. Најпопуларније туристичке дестинације на Синају су планина Синај (Џабал Муса) и манастир Свете Катарине, који се сматра најстаријим активним хришћанским манастиром на свету, и одмаралишта Шарм ел Шеик, Дахаб, Нувеиба и Таба. Већина туриста стиже на међународни аеродром Шарм ел Шеик, преко Еилата, Израела и граничног прелаза Таба, путем из Каира или трајектом из Акабе у Јордану.
Кактуси - посебно кактусне крушке - се узгајају на Синају. Они су усев Колумбијске размене. Живе ограде од кактуса – и намерно засађене и дивље баште – чиниле су важан део одбрамбених позиција током Синајске и палестинске кампање Првог светског рата. Неки неупућени војници су чак покушали да их једу, што је имало негативне исходе.
Овде је важно сточарство дромедара. Trypanosoma evansi је сталан проблем и преноси се са неколико вектора. Иако није доказано да се међу њима налазе крпељи, Махмоуд и Греј 1980 и Ел-Кади 1998 експериментално демонстрирају опстанак T. evansi код камиљих крпеља Hyalomma неколико сати у реалним биоклиматским условима Синаја.

## Галерија
- Синајске планине
- Египатско-израелска граница
- Обала Црвеног мора